# ラ・シオタ駅への列車の到着

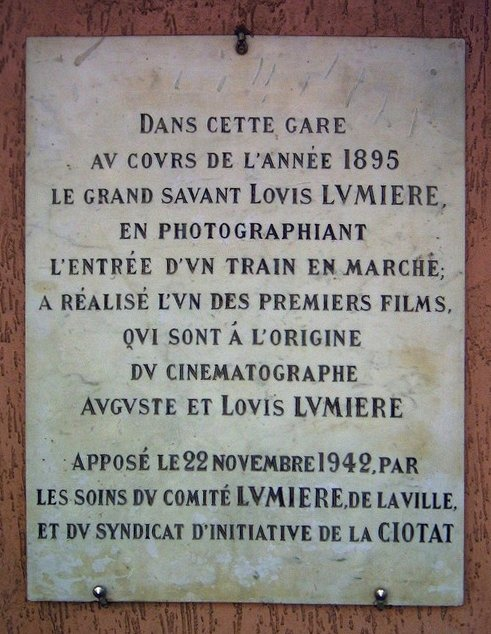
ラ・シオタ駅にある映画撮影記念プレート

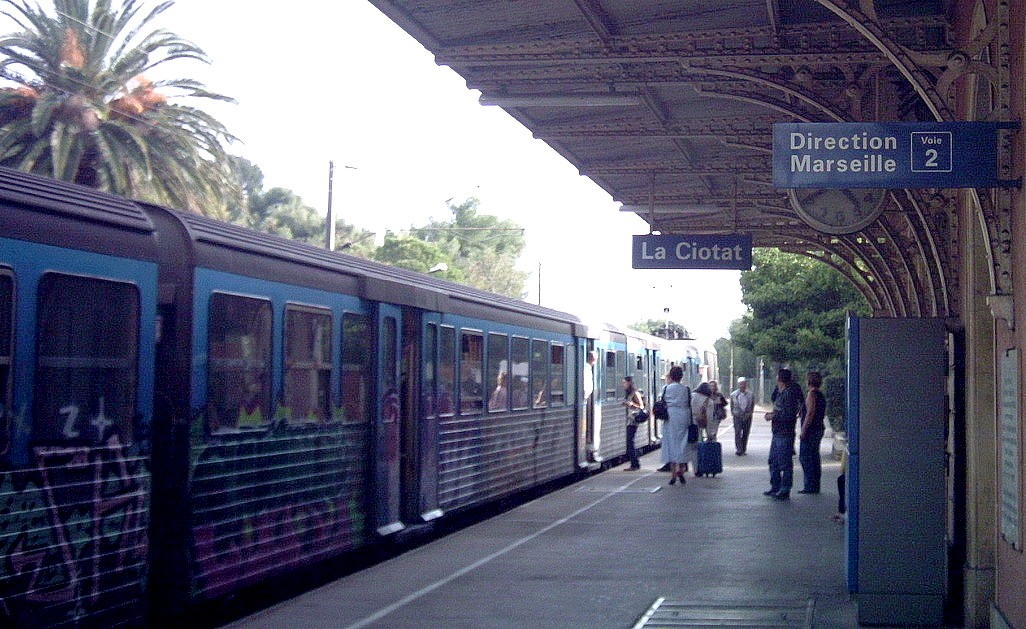
現代のラ・シオタ駅（2007年）

『ラ・シオタ駅への列車の到着』（ラ・シオタえきへのれっしゃのとうちゃく、フランス語：L'arrivée d'un train en gare de La Ciotat、英語：The Arrival of a Train at La Ciotat Station、Arrival of a Train at La Ciotat、またはThe Arrival of the Mail Train、イギリスではTrain Pulling into a Stationとして知られる）は、1895年にフランスで製作された白黒サイレント短編ドキュメンタリーフィルムであり、リュミエール兄弟が監督・製作にあたった。リュミエールによるカタログ番号は653である。
1895年12月28日にフランスのパリで上映されたリュミエール兄弟の最初の有料公開映画であるとする俗説があるが、当日に上映された10本の映画の中にこのタイトルは記載されていない。最初に有料公開上映されたのは1896年1月である。尚、『駅への列車の到着』というタイトルが記載されているリストもあるが、これはリヨンに近いヴィルフランシュ=シュル=ソーヌの駅で撮影されたフィルム（カタログ番号8）を指す場合もある。有料公開に先立って1895年7月11日に雑誌社主催の試写会が、また9月22日にはラ・シオタでも試写会が行われている。

## 内容

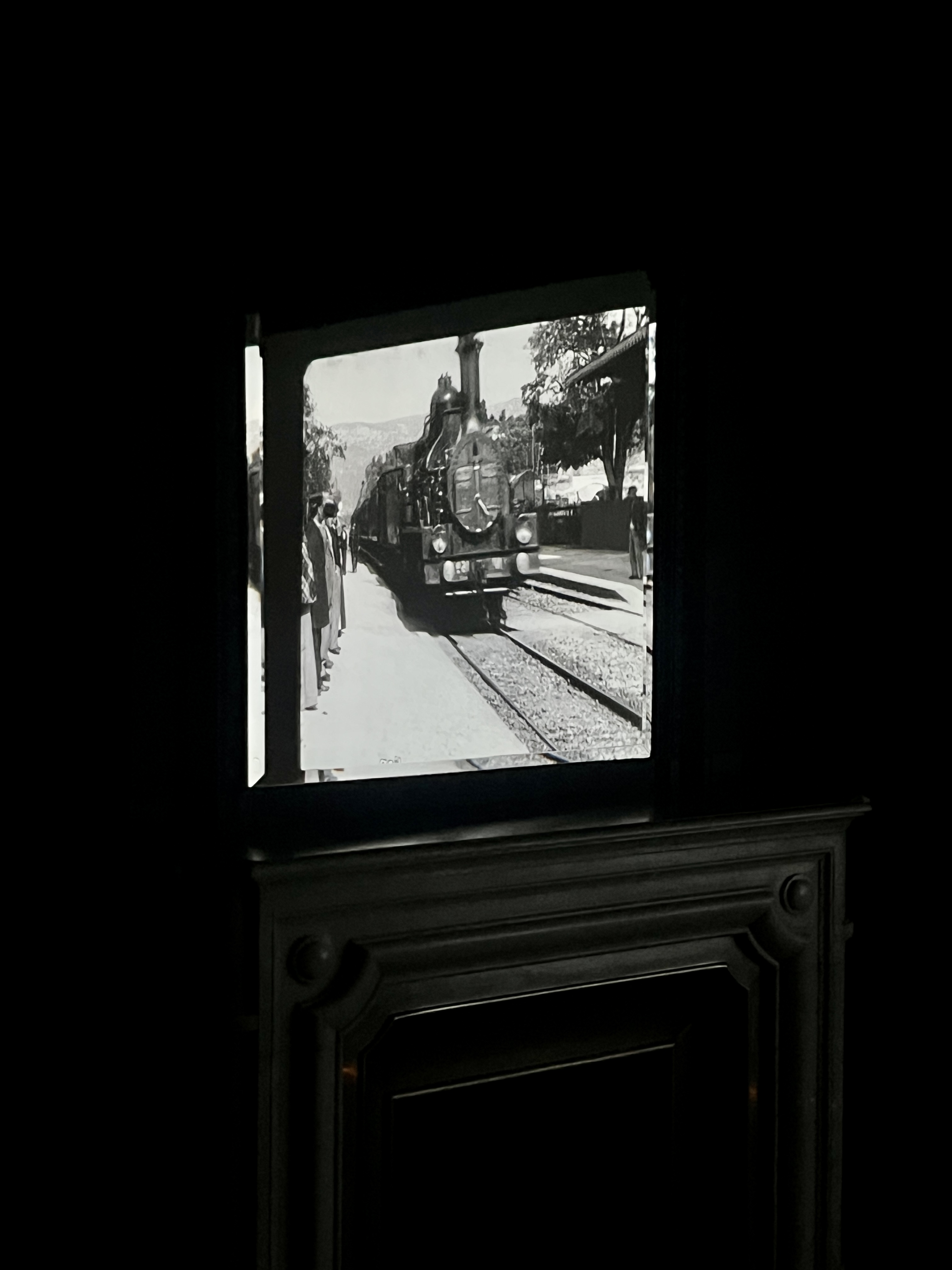
列車がラ・シオタ駅に到着する場面。

この50秒間のサイレントフィルムは、蒸気機関車に引かれた列車がフランスの海沿いにある町ラ・シオタの駅に到着した様子を表している。初期のリュミエール作品の特徴である、日常生活の一側面を切り取ったような編集されていない一続きの情景が含まれている。意図的なカメラの動きは認められず、一続きのリアルタイムな場面から成るフィルムである。

## 制作
この50秒間の映像はフランスのブーシュ=デュ=ローヌ県ラ・シオタで撮影された。撮影には映写機としても制作装置としても利用可能なオールインワンのシネマトグラフと呼ばれるカメラが使われた。全ての初期リュミエール作品と同じく、この映像も画面アスペクト比1.33:1の35mmフィルムで制作された。

## 公開当時の反応
このフィルムは、映画の世界でよく知られている都市伝説に関連している。このフィルムが最初に上映されたとき、観客たちは自分らに向かって近付いてくる実物大の列車の動きに圧倒され、叫び声を上げながら部屋の後方へ走り出したといわれている。ヘルムート・カラゼク（Hellmuth Karasek）がドイツの週刊誌『デア・シュピーゲル』に書いたところによると、このフィルムには「特に長続きのするインパクト、すなわち、不安や恐怖を呼び起こし、正気を失わせるものがある」という。しかしながら、この事件の正確さに疑問を呈する者もある。例えば映画学者であり歴史学者でもあるマーティン・ロイベルディンガー（de:Martin Loiperdinger）は、そのエッセイにおいて、「リュミエールの列車の到着は映画創成期の俗説」としている。どちらが正しいにせよ、このフィルムが動画によるきわめて写実的な幻想に慣れていない人々を驚愕させたことは確かである。リュミエール兄弟は、到着列車のすぐ近くのプラットホーム上にカメラを置くことによる効果が劇的であることを明確に意識していた。
このフィルムのもう一つの意義深い点は、フィルムの舞台背景を確立させるために遠距離撮影が使われ、中距離撮影やクローズアップへと続いていることである。カメラはフィルム全編を通じて静止しており、被写体の動きのみによってこれら様々な撮影手法の効果が実現されている。列車は離れた地点から到来し、観客に向かって突き進み、最後にスクリーンの端に交差する。この一連の表現手法は、後のモンタージュ手法の先駆けになるものともいわれる。
フィルムの歴史ではあまり語られないが、リュミエール兄弟はこの最初に公開された動画に先だって三次元画像の実現を試みていた。ルイ・リュミエールはステレオカメラを用いて『列車の到着』を撮影し直し、他の三次元映像シリーズとともに1935年のフランス科学アカデミー会議において上映した。映画の初期あるいは前期における解釈に相反する評価が付きものだったとすれば、初期の映画歴史家たちが、これらの異なる『列車の到着』の上映に対する観客の反応を混同したと考えるのは妥当である。観客の過激な反応は、列車がスクリーンから観客に向かって迫ってくる後者の上映におけるものとするのが自然である。しかしながら、三次元フィルムが従来の二次元フィルムのように商業的成功を収めていない事実からすれば、そのような些細なことで説得力のある俗説が発生することは考えにくい。

## 現状
フィルムの制作年代を考慮すれば、この短編フィルムはインターネットから自由にダウンロードできるものである。「Landmarks of Early Film volume 1」をはじめとする多くのフィルムコレクションにも収蔵されている。